# Aesop's Fables

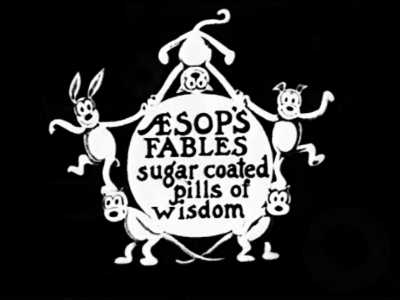
Logo du générique de film des Aesop's Fables

Les Aesop's Fables sont une double série de courts métrages d'animation créés par le dessinateur américain Paul Terry. La première, nommée Aesop's Film Fables — afin de les différencier des véritables fables d'Ésope —, est muette, tandis que la seconde, sonore, a été baptisée Aesop's Sound Fables.
Paul Terry trouve l'inspiration pour la série grâce au jeune acteur, devenu écrivain, Howard Estabrook, qui lui suggère de réaliser une série de dessins animés basés sur les fables d'Ésope. Bien qu'il n'avait auparavant jamais entendu parler d'Ésope, Terry est séduit par l'idée d'Estabrook. Il fonde immédiatement un nouveau studio baptisé Fables Studios, Inc. et reçoit le soutien du circuit de cinéma Keith-Albee Theatre.

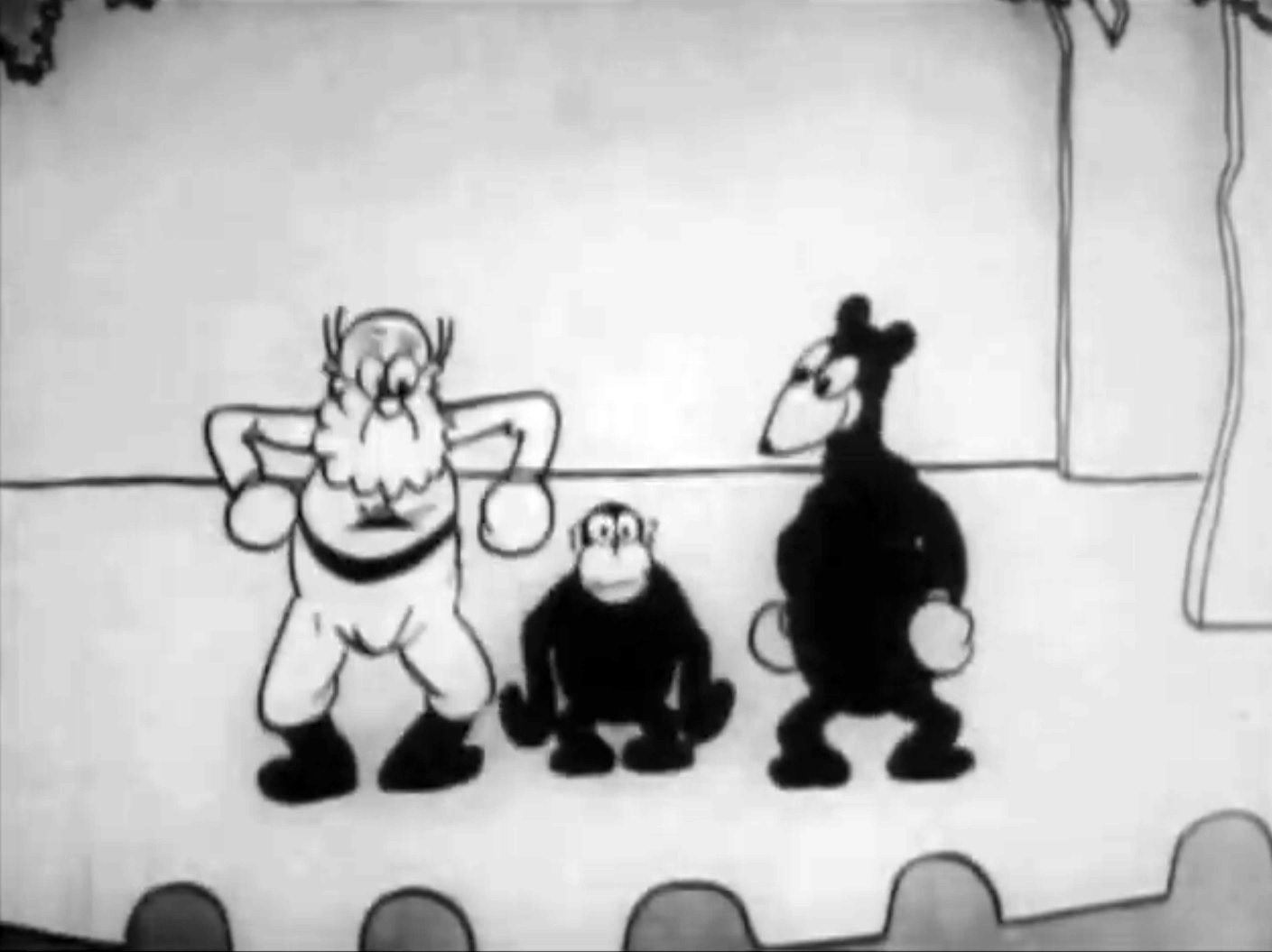
Farmer Al Falfa dans Amateur Night on the Ark (1923).

La série est lancée le 13 mai 1921 avec The Goose That Laid the Golden Egg (La Poule aux œufs d'or). Seules les tout premiers films sont des adaptations, très libres, des fables originales. Les épisodes suivants tournent autour de chat, de souris et du Farmer Al Falfa, un fermier contrarié. Chaque film se termine par une morale qui n'a absolument rien à voir avec le dessin animé en lui-même. Mannie Davis, un membre de l'équipe de Terry, a déclaré que les morales étaient souvent « bien plus drôles que le dessin animé entier ». Terry déclara lui que « le fait qu'elles soient ambiguës les rendaient drôles » Pour citer quelques unes de ces morales, on trouve : « Si vous êtes un peu cinglé, on vous donnera une bonne claque et tout rentrera dans l'ordre» ou « Bien sûr, le mariage est une bonne institution, mais personne n'a envie de vivre dans une institution ! ».
La série était très populaire durant les années 1920. Walt Disney admit que ses premières ambitions dans l'animation étaient d'atteindre une qualité comparable à celle de Paul Terry.
Avec le succès du film parlant avec Al Jolson, Le Chanteur de jazz en 1927, le producteur Amadee J. Van Beuren réalise le potentiel des films parlants et demande à Terry de réaliser des films avec du son synchronisé. Terry a répliqué que cela compliquerait la production des dessins animés, mais sous la pression de Van Beuren, il produit à contre cœur des films parlants et rebaptise sa série Aesop's Sound Fables. Le premier film sonore produit est Dinner Time sortie le 14 octobre 1928, un mois avant les débuts de Mickey Mouse à l'écran, Dinner Time est donc le premier dessin animé avec une bande sonore synchronisée jamais diffusé au public, mais le succès de Mickey Mouse dans Steamboat Willie a éclipsé le film de Terry au profit de celui de Walt Disney. Les studios Fables n'ont cependant pas cessé complètement la production de dessins animés muets jusqu'à la sortie de Presto-Chango le 14 avril 1929.
En 1929, Terry quitte le studio Fable Studios, Inc. et John Foster reprend la série sous la direction de la Van Beuren Corporation. Alors qu'il était une création exclusive de Paul Terry, le fermier Al Falfa continua d'apparaître pendant quelques années dans les dessins animés de Van Beuren, désormais réalisés par John Foster et Mannie Davis. Terry menaça son ancien producteur de poursuites judiciaires, le personnage étant établi comme sa propre propriété, et non celle de Van Beuren ; le fermier cessa donc d'apparaître dans les films de Van Beuren. Anticipant la réaction de Terry, Van Beuren demanda dès la fin de l'année 1929 au réalisateur John Foster de faire de Milton Mouse la nouvelle star de la série Aesop's fables. Milton avait été créée par Terry et le personnage faisait auparavant de simples apparitions ponctuelles dans la série en tant que personnage mineur, mais contrairement au fermier Al Falfa, Van Beuren possédait les droits sur le personnage. John Foster a alors l'idée de redessiner légèrement le personnage pour qu'il ressemble à Mickey Mouse et ceci afin de le rendre plus attrayant pour le public ; la première apparition officielle du personnage en tant que héros à lieu dans le film "A Close Call".
Selon Hal Erickson : « À partir de A Close Call en décembre 1929, Milton et sa chérie adoptèrent une silhouette plus ronde et plus mignonne, notamment au niveau du nez et des oreilles. Milton fit également l'acquisition d'un short blanc, tandis que sa compagne portait une robe blanche à froufrous. Lorsque les deux souris font leur première apparition dans A Close Call, sautillant dans un champ de fleurs musicales, on est surpris par leur forte ressemblance avec Mickey et Minnie Mouse. »
D'autres films suivront, les plus notables étant "Western Whoopee", "Circus Carpers" et "Stone Age Stunts" tous de 1930. Cependant, en 1931, Walt Disney décide de poursuivre Van Beuren en justice en raison des similarités de Milton avec Mickey, et Van Beuren est contraint d'abandonner l'utilisation de son personnage dans ses films.
À partir de l'année 1933, Van Beuren s'associe au dessinateur Otto Soglow pour adapté certaines de ces bandes dessinées en animation et deux dessins animés sont réalisés par l'animateur Harry Bailey : "A Dizzy Day" et "AM to PM" qui rejoignirent la série Aesop's Fables. Ces deux dessins animés étaient remarquables pour être l'un des premiers exemples de l'utilisation du style Art Déco dans l'animation et pour leur humour satirique à une époque où les gags des dessins animés étaient beaucoup plus burlesque. Cependant, la série Aesop's Fables est arrêtée en 1933.

## Filmographie partielle
- 1923 : Springtime
- 1925 : Window Washers (en)
- 1925 : Closer than a Brother (en)
- 1928 : Dinner Time

## Sources
- (en) Cet article est partiellement ou en totalité issu de l’article de Wikipédia en anglais intitulé « Aesop's Film Fables » (voir la liste des auteurs).
- (en) Donald Crafton, Before Mickey: The Animated Film, 1898-1928, University of Chicago Press, 1993
- (en) Denis Gifford, American Animated Films: The Silent Era, 1897-1929, McFarland and Company, 1990
- (en) Leonard Maltin, Of Mice and Magic: A History of American Animated Cartoons, Penguin Books, 1987
- (en) Charles Solomon, The History of Animation: Enchanted Drawings, Outlet Books Company, 1994